# بروبرتيوس
سكستوس بروبرتيوس (باللاتينية: Sextus Propertius) هو شاعر لاتيني روماني عاش في عصر أغسطس قيصر، ولد مابين سنة 50-45 ق م في أسيزي وتوفي في سنة 15 ق م وبعض المصادر تقول أنه توفي في سنة 2 ق م، بروبرتيوس ألف عدة أعمال وأشعار أبرزها كتاب إيليجيس، وقد كان بروبرتيوس صديق مقرب للشاعر كورنيليوس غالوس وفيرجل وغايوس مايكيناس، كان واحد من أكثر الشعراء الرومانسيين في ذلك الوقت وقد ألف عدة أشعار لحبيبته سينثياتص.

## روابط خارجية
- بروبرتيوس على موقع الموسوعة البريطانية (الإنجليزية)
- بروبرتيوس على موقع ديسكوغز (الإنجليزية)
- بروبرتيوس على موقع ديسكوغز (الإنجليزية)